# П'єр Франсуа Андре Мешен
П'єр Франсуа Андре Мешен (фр. Pierre François André Méchain), (16 серпня 1744, Лан, Франція — 20 вересня 1804, Кастельон-де-ла-Плана, Іспанія), французький астроном і геодезист.

## Життєпис
У 1777 році одружився з Барбою-Терезою Маржу (Barbe-Thérèse Marjou), мав двох синів і дочку.
У період з 1781 по 1799 відкрив дев'ять комет: вісім з них самостійно, а одну — спільно з Шарлем Мессьє:
- C/1781 M1 (Mechain),1781 I
- C/1781 T1 (Mechain),1781 II
- C/1785 E1 (Mechain),1785 II
- 2P/Encke, відкрита в 1786
- C/1787 G1 (Mechain),1787 I
- 8P/Tuttle, відкрита в 1790
- C/1799 P1 (Mechain),1799 II
- C/1799 Y1 (Mechain),1799 III
- C/1785 A1 (Messier-Mechain),1785 I

У 1782 був прийнятий у французьку Академію Наук, де до 1788 був відповідальним за вимір часу. З 1792 по 1795 займався геодезичною роботою. У 1795 був обраний членом Бюро довгот. З 1800 і до кінця свого життя завідував Паризької обсерваторією.
Спочатку, як і його батько, став архітектором; та внаслідок банкрутства батька був змушений їхати до Парижа й шукати місця; після різних невдалих спроб він представився Лаланду, який помітив обдарування молодої людини і визначив його астрономом-гідрографом при депо морських карт. Мешен займався морським картографуванням на берегах Франції, обчислював спостереження маркіза Шабера в Середземному морі. З 1772 року влаштувався в Парижі при військовій обсерваторії і тут проводив численні спостереження, відкрив кілька комет, обчислював їхні орбіти, так само орбіту тільки що відкритої Гершелем планети Уран, та ін. З Кассіні й Лежандром М. визначив відносне положення паризької і гринвіцької обсерваторій, протягом 7 років був обчислювачем і редактором астрономічного календаря «Connaissance des temps» (1788–1794). У 1795 році одержав призначення провести градусний вимір на півдні Франції і продовжити його до Балеарських островів. За цю роботу Мешен взявся зі звичайною енергією, але від надмірного виснаження й різних труднощів помер поблизу тригонометричної точки в Кастелліоне. Мешен, крім згаданих томів астрономічного календаря, друкував дуже мало, але важливими залишаються його праці про градусний вимір, викладені Деламбером в «Base du système métrique décimal». Біографічні відомості поміщені в «Monatliche Correspondenz» Цахал (т. II.).